# Motor Scout

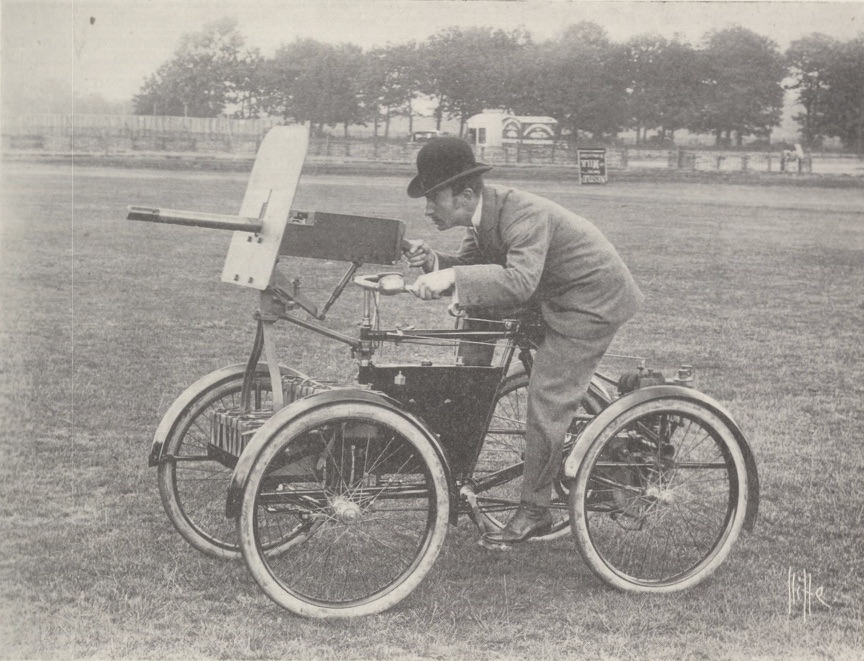
Motor Scout в 1899

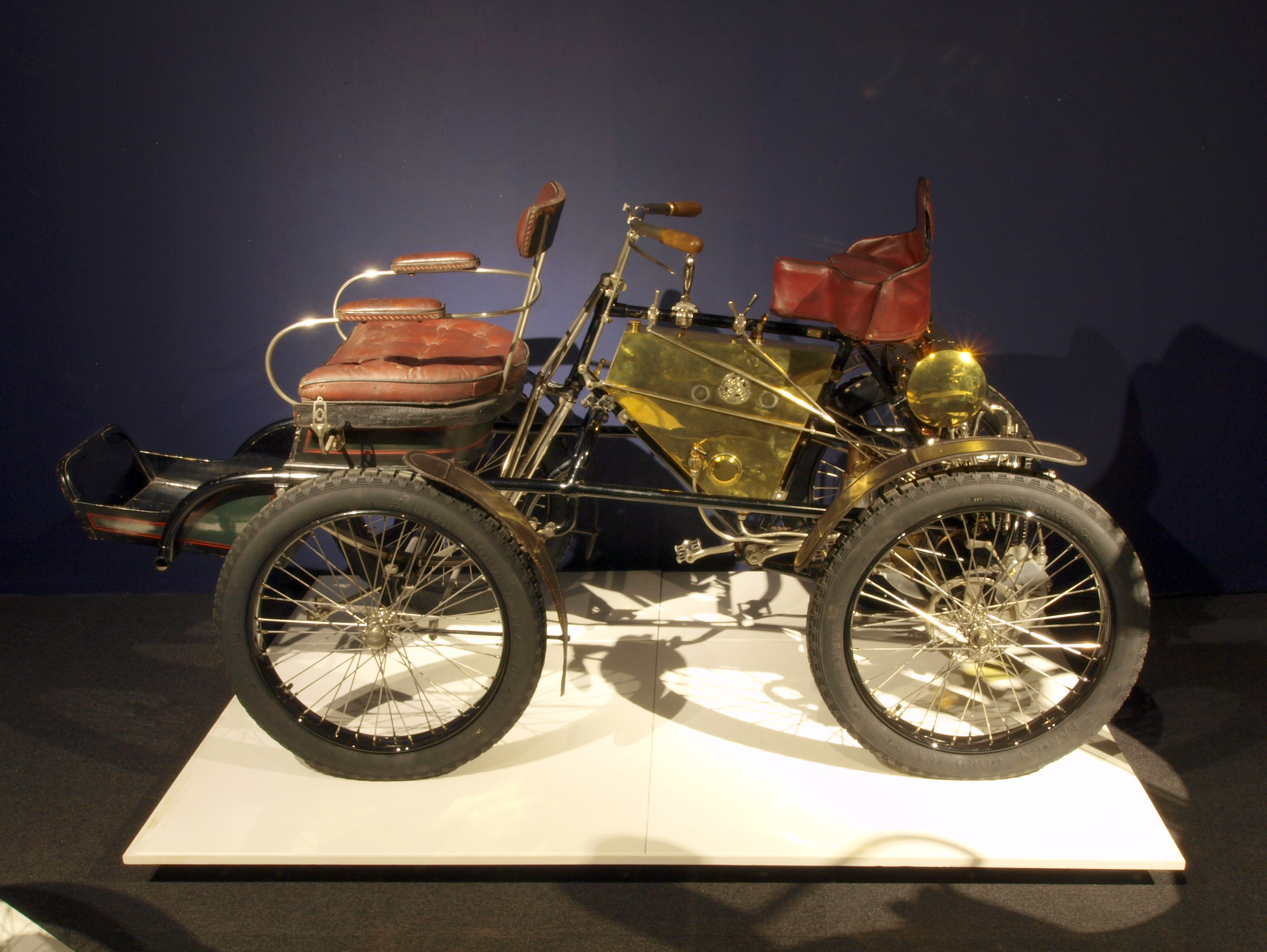
Квадроцикл Де-Діон-Бутон. 1899

Motor Scout був першим у світі озброєним засобом пересування з двигуном внутрішнього згорання.
Британський інженер, один з перших зачинателів моторизації Фредерік Річард Сіммс співпрацював з компанією Даймлера (нім. Daimler-Motoren-Gesellschaft), та, маючи її ліцензію, заснував одні з перших британських автомобільних компаній, автомобільний клуб «Королівський Автомобільний Клуб» (англ. Royal Automobile Club).
Фредерік Сіммс був переконаний, що у майбутніх війнах вирішальна роль належитиме автомобілям. Він купив квадроцикл компанії Де-Діон-Бутон (фр. De Dion-Bouton) з мотором Surrey у 1,5 к.с. і помістив над кермом кулемет Максима з щитом (червень 1899). Пізніше він збудував перший у світі панцерник Motor War Car.
Схему розміщення кулемета Кольта на трициклі, квадроциклі повторив 1902—1904 американський майор Р. Девідсон (англ. Major R.P.Davidson), чиї ідеї реалізував Карл Дюро англ. Charles Duryea.